# Bao’an, Zhidan
Bao'an (kinesiska: 保安) är ett stadsdelsdistrikt i Kina. Den ligger i Zhidan i provinsen Shaanxi, i den nordvästra delen av landet, omkring 280 kilometer norr om provinshuvudstaden Xi'an. Antalet invånare är 140 489. Befolkningen består av 65 387 kvinnor och 75 102 män. Barn under 15 år utgör 17,0 %, vuxna 15-64 år 77 %, och äldre över 65 år 5,0 %.
Runt Bao'an är det ganska glesbefolkat, med 35 invånare per kvadratkilometer. Det finns inga andra samhällen i närheten. Trakten runt Bao'an består i huvudsak av gräsmarker.
Genomsnittlig årsnederbörd är 820 millimeter. Den regnigaste månaden är juli, med i genomsnitt 244 mm nederbörd, och den torraste är december, med 1 mm nederbörd.